# Башкиры в Казахстане
Башкиры в Казахстане (каз. Қазақстанның башқұрттары, баш. Ҡаҙағстандың башҡорттары) являются 18-м по численности народом Казахстана. Казахстан — вторая по численности страна после России, где проживает крупнейшая башкирская диаспора. Согласно переписи населения Казахстана 2021 года, их численность составляет 19 834.

## История
История населяющих Казахстан башкир начинается ещё в эпоху бронзы. На формирование как казахского, так и на башкирского народов оказали влияние тюркоязычные племена: табын, тама, тиляу, таз, тана, кереиг, жагалбайлы, канглы, маскар, дулат, уйсун, увак, гирей и кыпчак.
Следующее появление башкир на территории современного Казахстана датируется XVIII веком. В 1755 году после поражения крупного восстания башкирского народа против колониальной политики Российской империи под предводительством Батырши, 50 тысяч башкир перекочевали на земли Малого жуза. Часть из них, опасаясь суровых карательных мер царизма, нашла приют среди казахов. В 1897 году в Казахстане проживало 2528 башкир.
15—17 мая 1918 года в Кустанае состоялось совещание представителей башкирского (Башкурдистана) и казахского национальных движений (Алашской автономии), где обсуждалось организация совместной контрреволюционной борьбы. В конце августа — начале сентября 1918 года в Самаре прошли совещания правительств Башкурдистана, Казахстана и Средней Азии, на которых было решено объединить все контрреволюционные силы народов указанных регионов в «Федерацию юго-восточных мусульманских областей» в составе «Союза Восточной России» (куда должны войти также территории подконтрольные правительствам Сибири и Комуча, уральских и оренбургских казаков). Кроме того планировалось объединить в единый корпус вооруженных сил Алаш-Орды и Башкирского правительства.
В 1919 году Наркомнацу, а позднее СНК РСФСР был представлен проект создания Киргизо-Башкирской Советской Республики. Согласно проекту, предусматривалось создание Киргизо-Башкирской Советской Республики на основе Башкортостана и Казахстана со столицей в Оренбурге. Был провозглашён принцип равного представительства башкир и казахов в республиканских органах власти. 16 декабря 1919 года проект был отклонён.
В 1950-е годы башкиры, как и другие народы СССР, прибыли в северные регионы Казахской ССР в связи с освоением целинных и залежных земель.
Мобилизация в России осенью 2022 года вызвала иммиграцию в Казахстан сотен тысяч молодых мужчин из соседних регионов России. Они принадлежат к разным национальностям, включая татар и башкир.

## Динамика численности
- 2258 (1897)
- 3450 (1939)[5]
- 8742 (1959)[6]
- 21 442 (1970)[7]
- 32 499 (1979)[8]
- 41 847 (1989)[9]
- 23 200 (2002)
- 17 263 (2009)[10]
- 19 834 (2021)[1]

## Организации
В Казахстане функционирует Ассоциация «Идел», объединяющая татарские и башкирские общественные и культурные центры. Также действует культурный центр «Таң», входящий в состав Ассамблеи народа Казахстана.